# Veïnat de Dalt
Veïnat de Dalt – miejscowość w Hiszpanii, w Katalonii, w prowincji Girona, w comarce Gironès, w gminie Sant Andreu Salou.
Według danych INE z 2005 roku miejscowość zamieszkiwało 49 osób.